# Jevíčko
Jevíčko (německy Gewitsch) je město na Moravě, tvoří centrum severní části Malé Hané. Administrativně náleží do okresu Svitavy v Pardubickém kraji a má status pověřené obce. Žije zde přibližně 2 800 obyvatel. Historické jádro města bylo prohlášeno městskou památkovou zónou.

## Části města
- Jevíčko
- Zadní Arnoštov

Od 1. ledna 1976 do 28. února 1990 k městu patřila i Bělá u Jevíčka.

## Název
Původní podoba jména byla Jevíč, odvozená buď od osobního jména Jěvík, které vzniklo disimilací (rozrůzněním hlásek) z Děvík a to byla zdrobnělina (mužského) jména Děva, nebo od jiného jména Jěvík vzniklého z Javík. Původní význam místního jména byl „Jěvíkův majetek“. K místnímu jménu byla posléze přidána zdrobňovací přípona -ko spojená s přechodem od mužského ke střednímu rodu. Zdrobnělá a nezdrobnělá varianta jména jsou doloženy souběžně (obě od 13. století), ve 14. a 15. století se v dokladech objevuje i ženský rod (Jevíčka). Dnešní podoba jména se ustálila v 15. století. Židovský název města v jidiš zní געביטש.

## Historie
Oblast Jevíčka byla trvale osídlena od mladší doby kamenné. Přímo na území města byl také archeologicky doložen římský pochodový tábor z období markomanského tažení císaře Marka Aurelia v letech 172–180, který je zatím nejsevernějším známým bodem, kam se prokazatelně dostala římská armáda na území severně od Dunaje.
Vznik města je pravděpodobně svázán se zánikem rozlehlého hradiska v Maříně u Křenova, které poskytovalo útočiště obyvatelům z okolí od dob Velké Moravy. V první polovině 13. století bylo na vyvýšenině poblíž soutoku Jevíčky a Malonínského potoka vysazeno město. Přesné datum udělení práv není známé, zachovala se až konfirmace zakládací listiny z roku 1258, kdy bylo město povýšeno králem Přemyslem Otakarem II. na město královské. Dle práce předního znalce doby přemyslovských králů profesora Josefa Žemličky, je Jevíčko spojeno s fundacemi zakládanými tímto velkým králem. Jedná se o více než 40 měst založených nebo povýšených na město Přemyslem Otakarem II. či začlenění již vzniklých sídel do jeho budovaných fundací. Josef Žemlička vyjmenovává ve své práci Přemysl Otakar II. král na rozhraní věků (str. 211) ta podstatná města, vázající se k městotvorné a fundační činnosti Přemysla Otakara II., která ani před ním ani po něm, neměla obdoby a v té řadě je též uvedeno i Jevíčko. Král městu podřídil 13 okolních vesnic jako jeho hospodářskou základnu. Po stránce městské architektury patří Jevíčko k nejvýznamnějším ukázkám středověké architektury. Má elipsovitý tvar přizpůsobený výspě, na které bylo založeno. Ve svém středu má téměř pravidelné čtvercové náměstí (14 850 m2), z jehož koutů se rozbíhají v pravoúhlých směrech ulice. Tato dispozice, tak podobná městům přímo založeným Přemyslem Otakarem II., by mohla ukazovat na to, že město bylo za Přemysla značně přestavěno a rozšířeno. Město mělo též oválné kamenné hradby (dodnes částečně zachovalé) se čtyřmi branami, kterými vedly přesně dle světových stran na náměstí hlavní silnice. Privilegia byla udělena podle vzoru Uničova (tedy po roce 1213) a Jevíčko tak náleželo do magdeburského právního okruhu. Řadí se mezi nejstarší města na Moravě. Rozloha náměstí i plochy uvnitř hradeb svědčí o velkorysé lokaci, významné centrum širší oblasti se však z města nikdy nestalo. O pozici v okolí se brzy muselo dělit s nově vysazenou Moravskou Třebovou.
Po celý středověk bylo Jevíčko královským, resp. markraběcím městem, panovníci jej však často udělovali do zástavy šlechtickým rodinám. Z konce 15. století se zachoval významný právní kodex, tzv. jevíčská právní kniha. Pocházel odsud i jeden z prvních rektorů pražské univerzity Mikuláš z Jevíčka. V 60. letech 14. století zde markrabě Jan Jindřich založil klášter augustiniánů poustevníků.
Roku 1500 bylo Jevíčko předáno do dědičného držení dosavadnímu zástavnímu majiteli Hanuši Haugvicovi z Biskupic a stalo se poddanským městem. Haugvicové jej roku 1580 prodali Janu Žalkovskému ze Žalkovic, v majetku jehož potomků zůstalo až do roku 1722. Od dědiců Žalkovských potom Jevíčko koupili majitelé sousedních Velkých Opatovic Salmové z Neuburku. Posledními šlechtickými majiteli byli dědicové vymřelých Salmů Herbersteinové. Zdejší zámeček byl po připojení k opatovickému panství užíván jen jako správní budova. Koncem 16. století se město pokoušelo vykoupit z poddanství a stát se opět královským městem, ale nebylo úspěšné. Po překonání úbytku obyvatelstva po třicetileté válce nastal nový rozvoj během 18. století, kdy se klášterní kostel stal poutním místem. Při josefinských reformách byl však klášter zrušen a město si tak i nadále udrželo polozemědělský charakter.

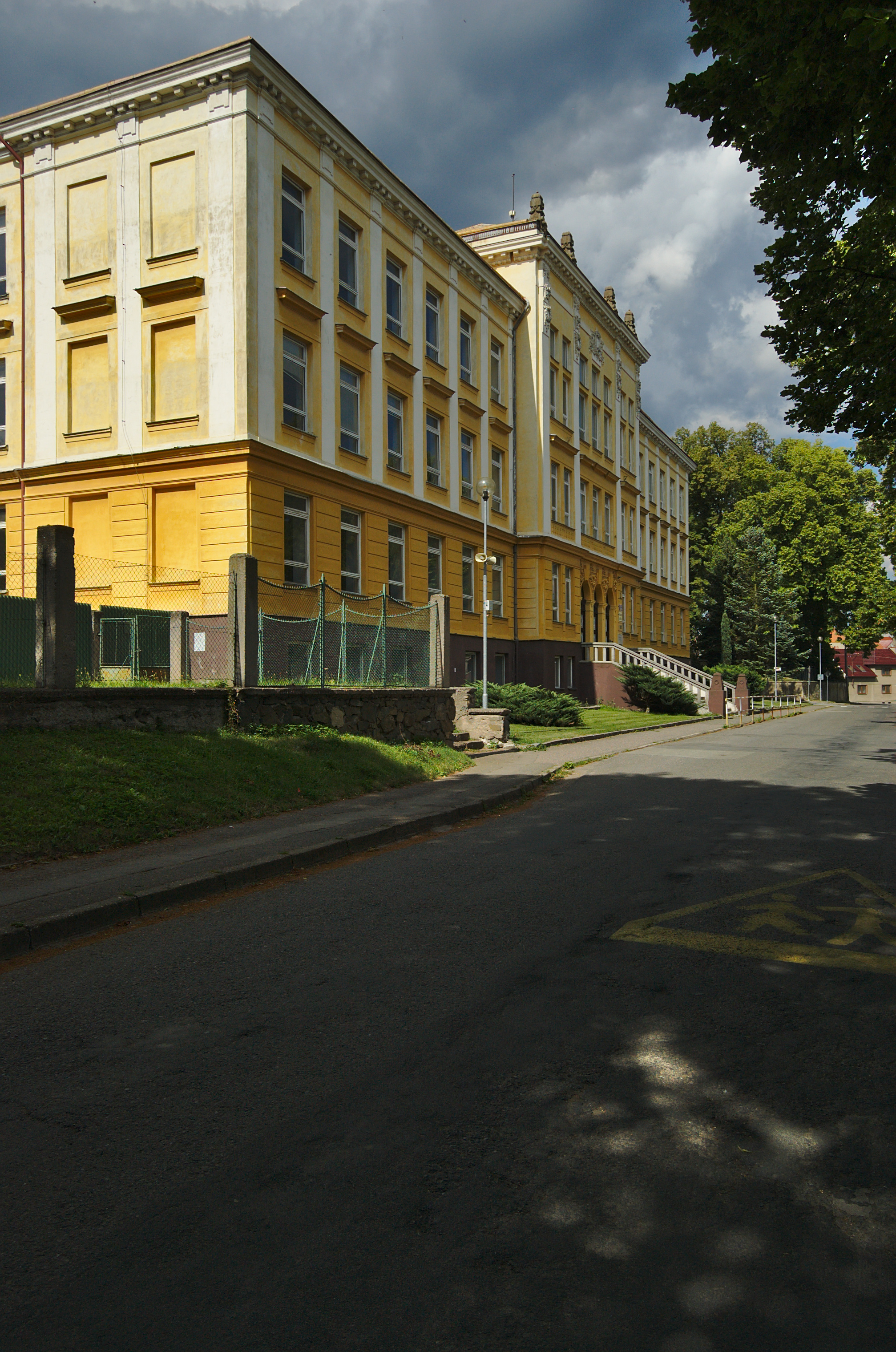
Průčelí jevíčského gymnázia, založeného v roce 1897

Zřízení samostatného magistrátu znamenalo do značné míry oproštění měšťanů od vrchnostenského dohledu. V polovině 19. století zde byl zřízen okresní soud a Jevíčko se stalo administrativním centrem severní části Malé Hané. V této době dosáhla svého demografického vrcholu i židovská menšina, která tvořila třetinu obyvatel města. Kulturní vzestup, který vyvrcholil založením reálného gymnázia v roce 1897, nebyl následován hospodářským rozvojem. Po protestech obyvatel totiž katastr minula železniční trať a Jevíčko dále ztrácelo na významu především ve prospěch Boskovic a Moravské Třebové.
Po Mnichovské dohodě zůstalo Jevíčko v Československu a později v Protektorátu Čechy a Morava, ale ocitlo se u hranic. Severněji ležící převážně německojazyčné Hřebečsko bylo připojeno jako součást Sudet k Německé říši. Kolem Jevíčka též měla vést exteritoriální dálnice Vídeň–Vratislav, ze které jsou na západ od města dodnes patrné terénní úpravy s mosty (tzv. autostráda). Dalším významným zásahem do života města byly administrativní reformy v polovině 20. století, které zbavily Jevíčko nejen okresního soudu, ale i poloviny spádového území, nově přičleněného převážně k okresu Blansko. Samo moravské Jevíčko se při děleních státu na kraje, které nerespektovalo zemskou hranici, ocitlo v krajích se vzdálenými krajskými městy v Čechách: nejprve ve Východočeském kraji s krajským městem Hradec Králové, posléze v Pardubickém kraji. Na přelomu staletí v Jevíčku zanikl podnik Astra Diu, který vyráběl žiletky. Nyní se žiletky vyrábí ve firmě CzechBlades Jevíčko. V nedávné době[kdy?] z města odešel i americký výrobce airbagů ASCI a Jevíčko i okolí se aktuálně potýkají s nadprůměrnou nezaměstnaností.

## Pamětihodnosti
- Hradební věž – renesanční stavba z 2. poloviny 16. století. Hranolová věž s cibulovou bání, v nejvyšším patře pilastry a polopatro s dřevěným ochozem. Na přízemí z věže kamenné znaky ve vavřínových kartuších.[9] Vedle věže bývala brána. Na věž navazují zachované zbytky hradeb.
- Zámek – původně tvrz, po roce 1557 za Potstatských z Prusinovic přestavěna nebo postavena nová, později rozšířena a přestavěna v barokní zámek. Jednokřídlá obdélná jednopatrová budova s arkýřem v severovýchodním nároží a hranolovou věží. Fasády barokně upraveny, členěny lisenami a obdélnými okny s vylamovanými rámci. Barokní vstupní portál a nad ním čtyři renesanční kamenné znaky ve vavřínových věncích.[9]
- Kostel Panny Marie – původně augustiniánský kostel, od roku 1784 farní. Původní stavba z poloviny 14. století, zbarokizována v letech 1762–1766. Obdélná stavba s obdélným kněžištěm, bočním průčelím členěným lisenami a boční severní hranolovou věží. Ozdobný sloupový toskánský portál ze 17. století s anděly držícími znak kláštera. Vnitřek lodi sálový, sklenutý třemi plackami. Mariánské fresky z 19. století v lodi i kněžišti. Zděná konvexní kruchta s rokokovými okázalými varhanami s hudoucími anděly z doby kolem roku 1760. Na severní straně barokní hrobní kaple s novobarokním oltářem s pietou a barokními sochami sv. Veroniky a sv. Maří Magdalény. Zařízení kostela převážně rokokové a klasicistní z konce 18. století. Hlavní oltář klasicistní z roku 1790, portálový s nikou, v které je pozdně gotická socha Panny Marie z konce 15. století, nesená barokními anděly od Jiřího Pacáka. Po stranách další andělé a sochy. Rokoková kazatelna od O. Schweigla s rokaji a plastikami beránka a andělů. Dále v lodi oltáře sv. Kříže, P. Marie Lurdské, Rodu Kristova, sv. Apolonie a sv. Barbory, sv. Metoda se sochami sv. Norberta a Vojtěcha, sv. Mikuláše Tolentinského s obrazem P. Marie Čenstochovské a oltář Nanebevzetí Panny Marie s několika obrazy (Nanebevzetí, sv. Notburga a sv. Izidor). V zasklené rakvi figurína sv. Viktora, rokoková, kolem roku 1760. Na víku křtitelnice barokní skupina křtu páně od Ondřeje Schweigla z doby po roce 1740. Barokní zpovědnice.[9]
- Bývalá prelatura – barokní, z doby kolem roku 1730, jednopatrová budova se středním rizalitem.[9]
- Bývalý klášter augustiniánů – založen v letech 1353–1372, obnoven v 17. století. Barokní jednopatrová čtyřkřídlá stavba okolo dvora. Ozdobný vstupní portál, nad ním renesanční znak Moravského markrabství z roku 1593.[9]
- Kostel sv. Bartoloměje – gotický, hřbitovní kolem roku 1300. Obdélná stavba s hrotitými okny téměř bez kružeb. Jižní hrotitý profilovaný portál. Dříve zde byl raně barokní sloupový portálový oltář z doby kolem roku 1670 s obrazem Umučení sv. Bartoloměje.[9]
- Množství barokních soch z 18. století (sv. Mikuláš Tolentinský, sv. Jan Nepomucký, sv. Anna, sv. Josef, sv. Norbert, Pieta a kříž).[9]
- Kašna na náměstí.
- Bývalá koželužna.
- Synagoga a bývalý židovský hřbitov s několika zachovalými náhrobky.
- Mosty nedokončené dálnice Vídeň – Vratislav.

### Historické centrum
Střed města je tvořen rozlehlým čtvercovým náměstím, ze kterého vybíhají cesty do čtyř světových stran, a je po obvodu uzavřen okružními ulicemi. Stejnou dispozici má v Evropě už jenom německé město Karlsruhe.
Zachovala se více než čtvrtina městských hradeb pocházejících ze 14. století a původně gotická věž u zaniklé západní brány (žádná ze čtyř městských bran se nedochovala). Věž, renesančně přestavěná roku 1593, tvoří spolu s bývalým augustiniánským klášterem, barokním kostelem Nanebevzetí Panny Marie a renesančním zámečkem (původně tvrzí) dominantu města. Ve městě je rozmístěna řada barokních soch. Centrem židovské obce byla synagoga v Soudní ulici, nedaleko zbytků židovského hřbitova se nachází těleso nedokončené německé dálnice ze 40. let. Za městem bylo počátkem 20. století postaveno secesní plicní sanatorium.

## Osobnosti
- Mikuláš z Jevíčka neboli z Kolobřehu, od roku 1348 jeden z prvních učitelů medicíny na Univerzitě Karlově a jeden z učitelů mistra Jana Husa[11]
- Cyril František Napp (1792–1867), politik, opat augustiniánského kláštera na Starém Brně
- Josef Fischer (1815–1894), český národní buditel v Těšíně
- Antonín Konstantin Víták (1835-1905) český pedagog a spisovatel
- Hugo Fuchs (1844–1907), právník a politik
- Viktor Wölhelm (1848-1924), právník, zemský poslanec, starosta Šumperk
- Arnold Spina (1850-1918), profesor a děkan české lékařské fakulty UK, rektor UK
- Richard Fall (1882–1945), rakouský hudební skladatel a dirigent
- Julius Mackerle (1909–1988), automobilový konstruktér
- Jaroslav Mackerle (1913–1964), regionální historik
- Jiří Cejpek (1928-2005), profesor knihovnictví
- František Lízna (1941–2021), jezuita, signatář Charty 77
- Jan Vrbka (1942), profesor na Fakultě strojního inženýrství Vysokého učení technického v Brně, rektor na VUT v letech 2000–2006
- Vladivoj Jindřich (1950–2001), malíř a grafik[12]
- Tomáš Hebelka (* 1973) generální ředitel Státní tiskárny cenin, státní podnik

## Zajímavosti
- Karel Čapek si vybral Jevíčko jako rodiště fiktivní postavy kapitána Vantocha (resp. Van Tocha) pro svůj román Válka s Mloky.
- V Jevíčku také žil Betin Byte, autor knihy Cesta Deneris.
- V Jevíčku se nachází Výzkumná stanice travních ekosystémů Jevíčko, která patří pod CARC, v Praze 6 – Ruzyni.
- 27. října 1946 bylo v Praze in memoriam uděleno nejvyšší vyznamenání Junáka – junácký kříž „Za vlast“ 1939–1945 Jiřímu Wenzlovi, členu 1. roverského oddílu československého Junáka v Jevíčku. V Petrůvce byl odhalen pomník za přítomnosti zástupce junácké oblasti Posvitavské.[13]
- Ve čtvrtek 17. dubna 1947 oslavili členové Sokola v Jevíčku 55leté trvání Jednoty sokolské. Uvnitř místnosti zdejší Záložny byla vyvěšena státní vlajka a po obou stranách umístěny věnce s letopočty 1892–1947. Starosta a bratr Fr. Beran přivítal na oslavě nejstarší členy a spoluzakladatele jevíčského Sokola – J. Vrbického, K. Hausera, Jos. Bareše.[14]

## Galerie

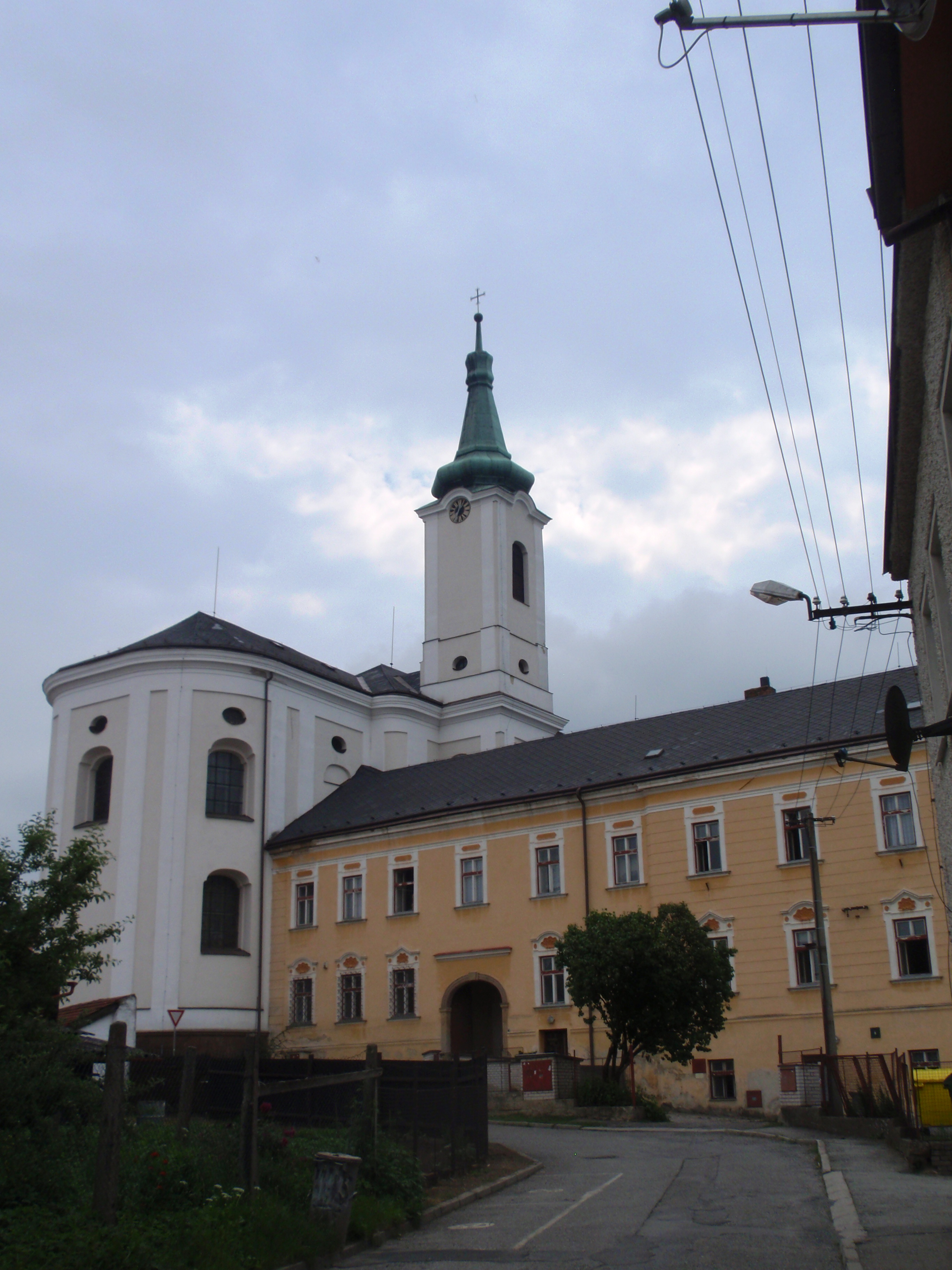
Kostel Nanebevzetí Panny Marie
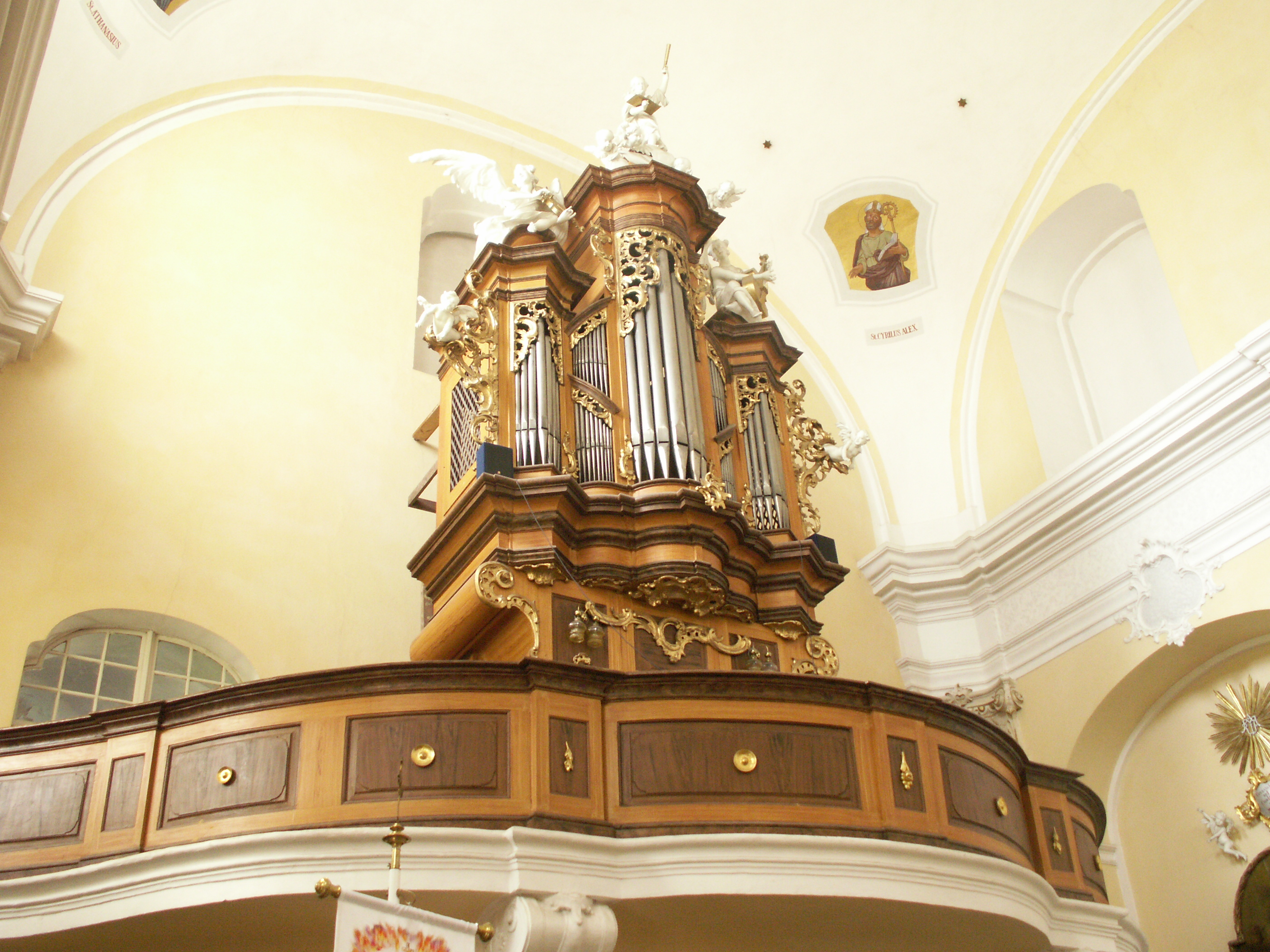
Rokokové varhany v kostele Nanebevzetí Panny Marie
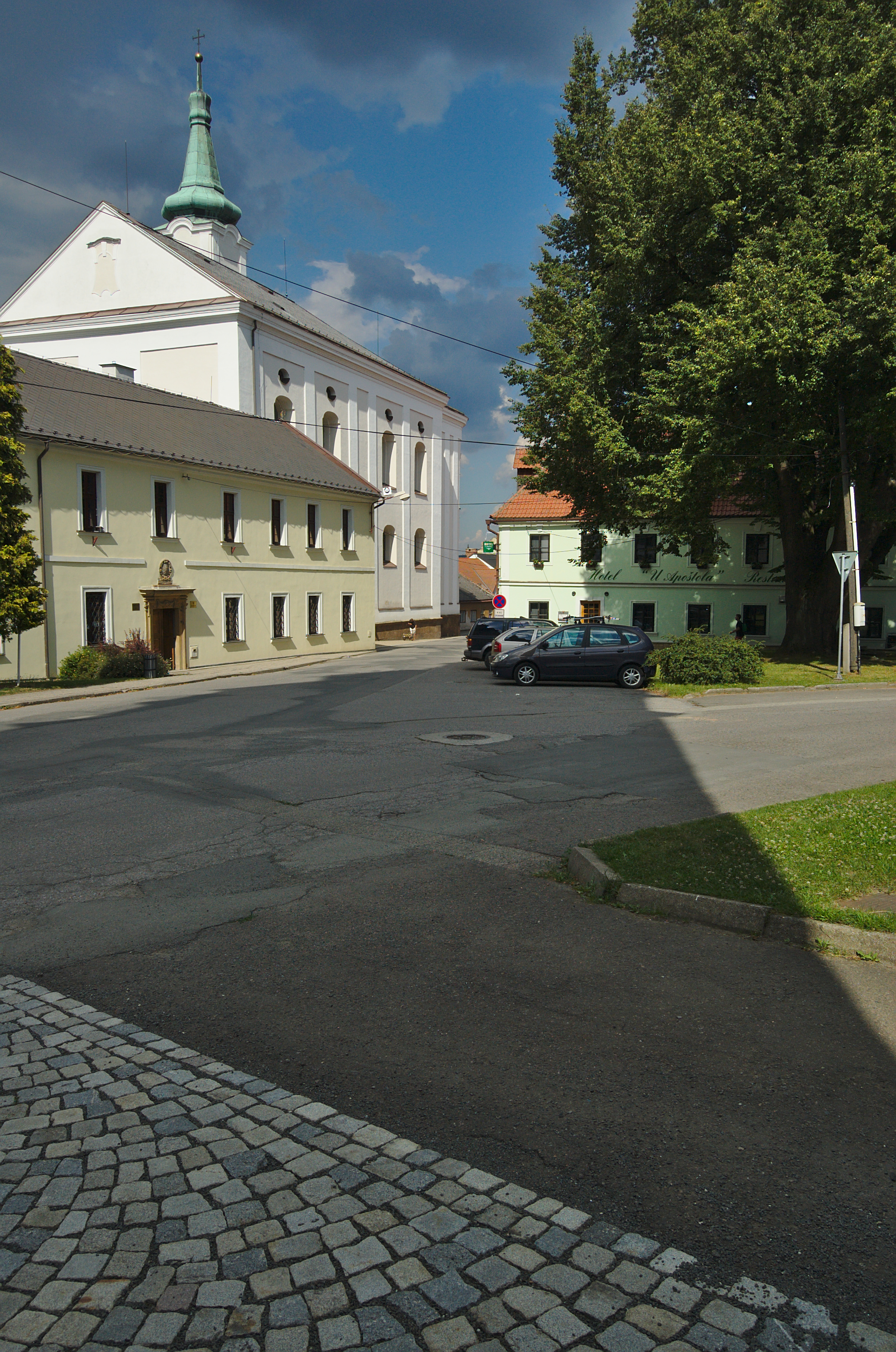
Augustiniánský klášter
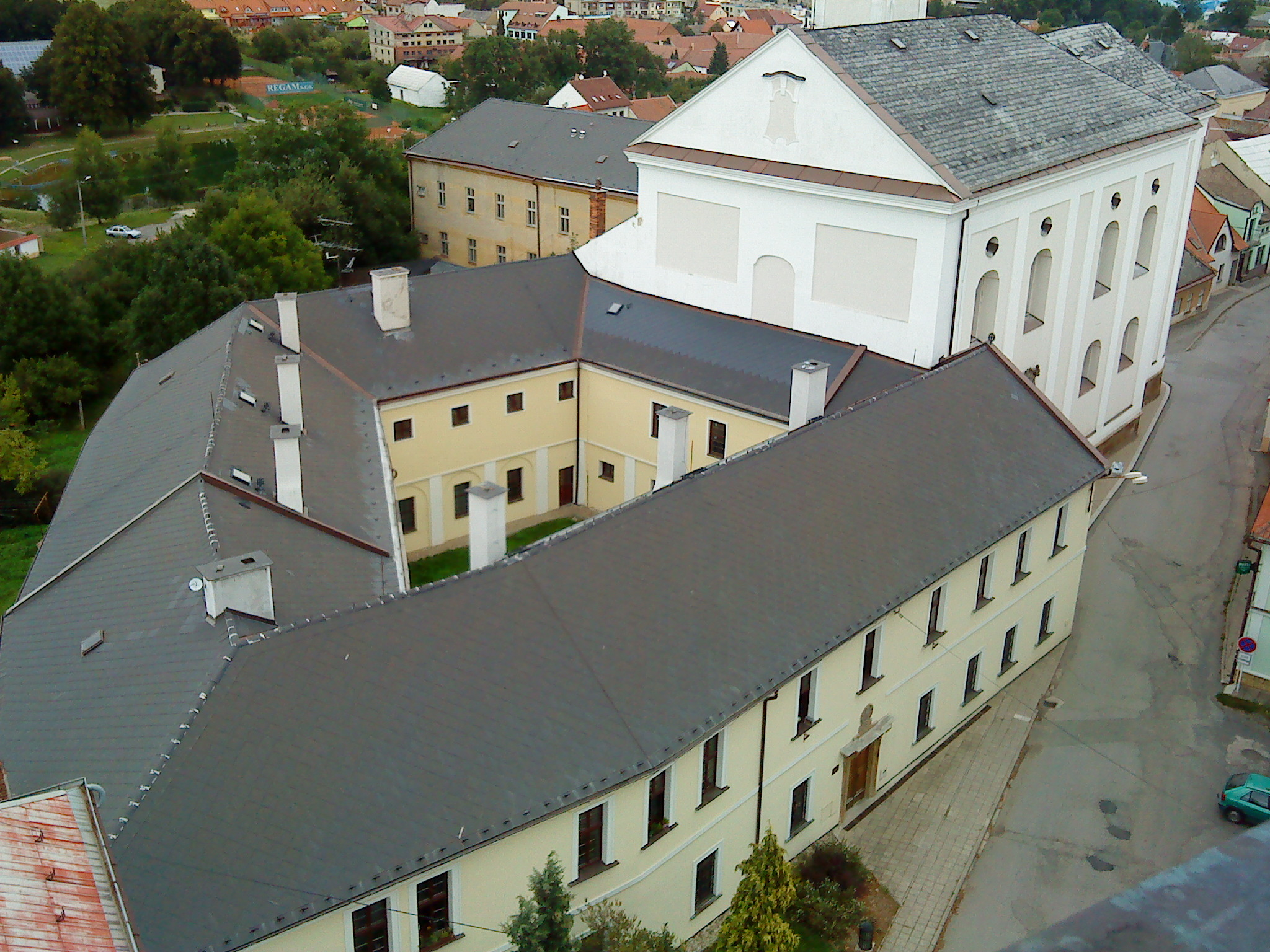
Augustiniánský klášter
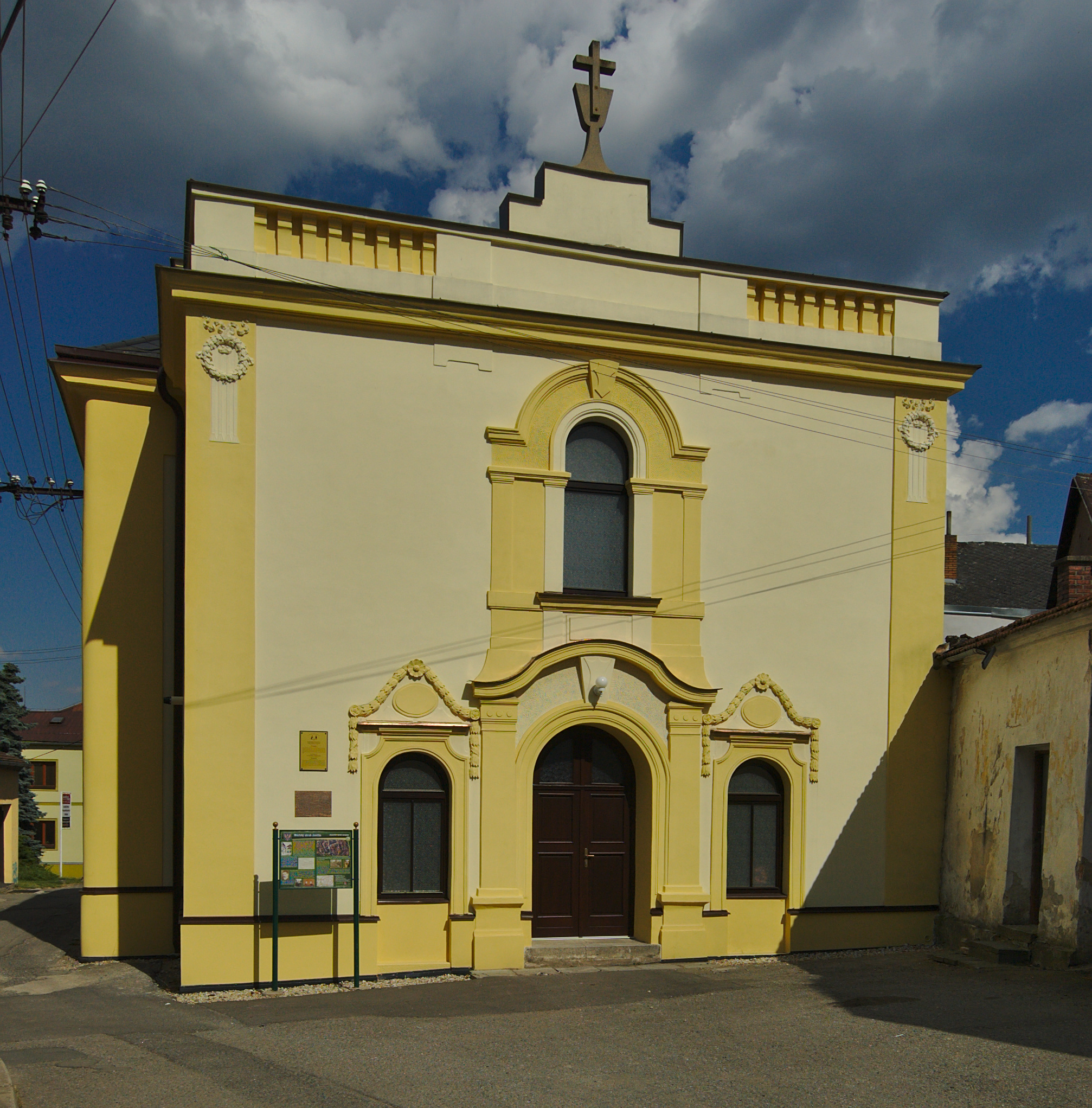
Bývalá synagoga, dnes budova husitského sboru
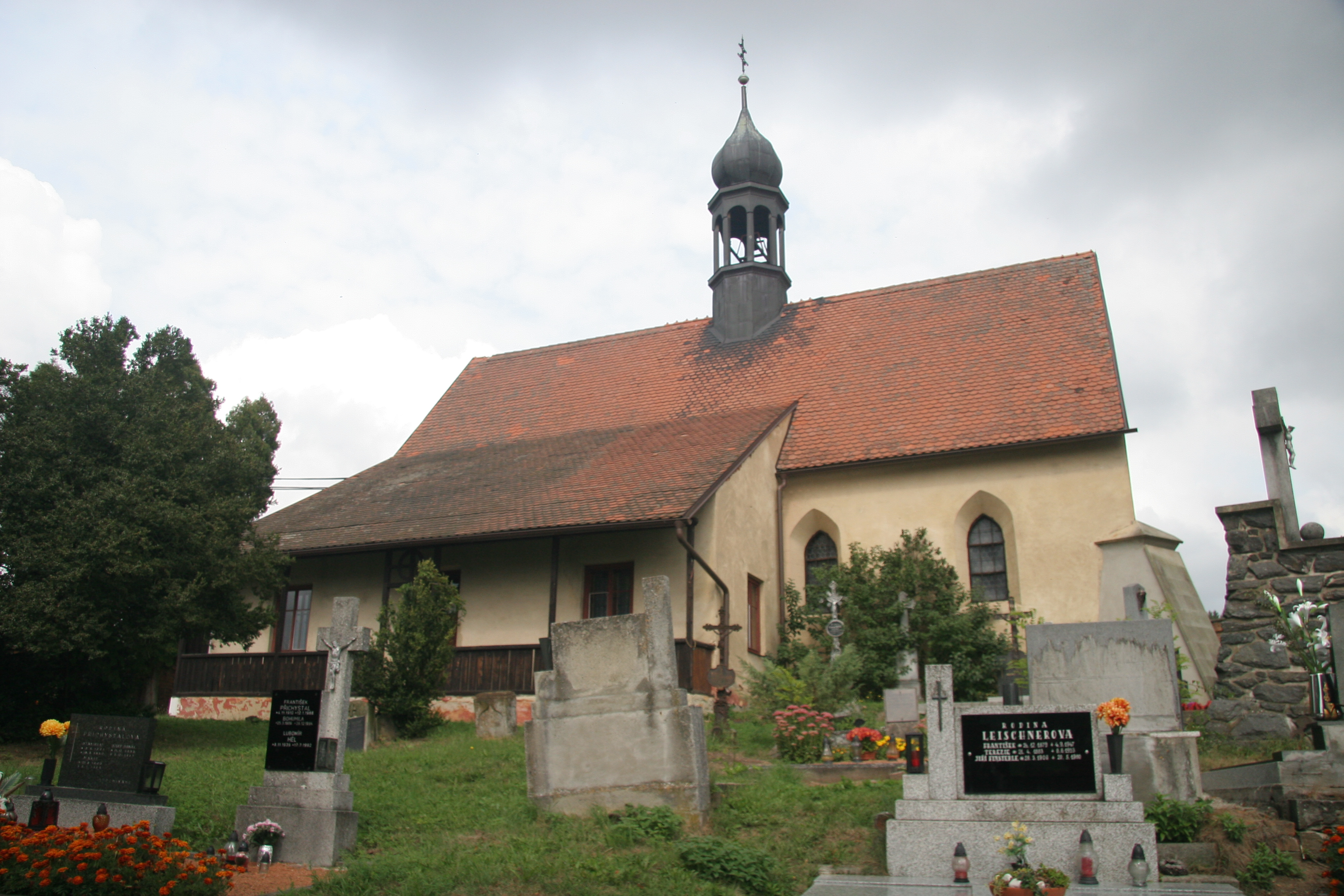
Hřbitovní kostel sv. Bartoloměje za Jevíčkem
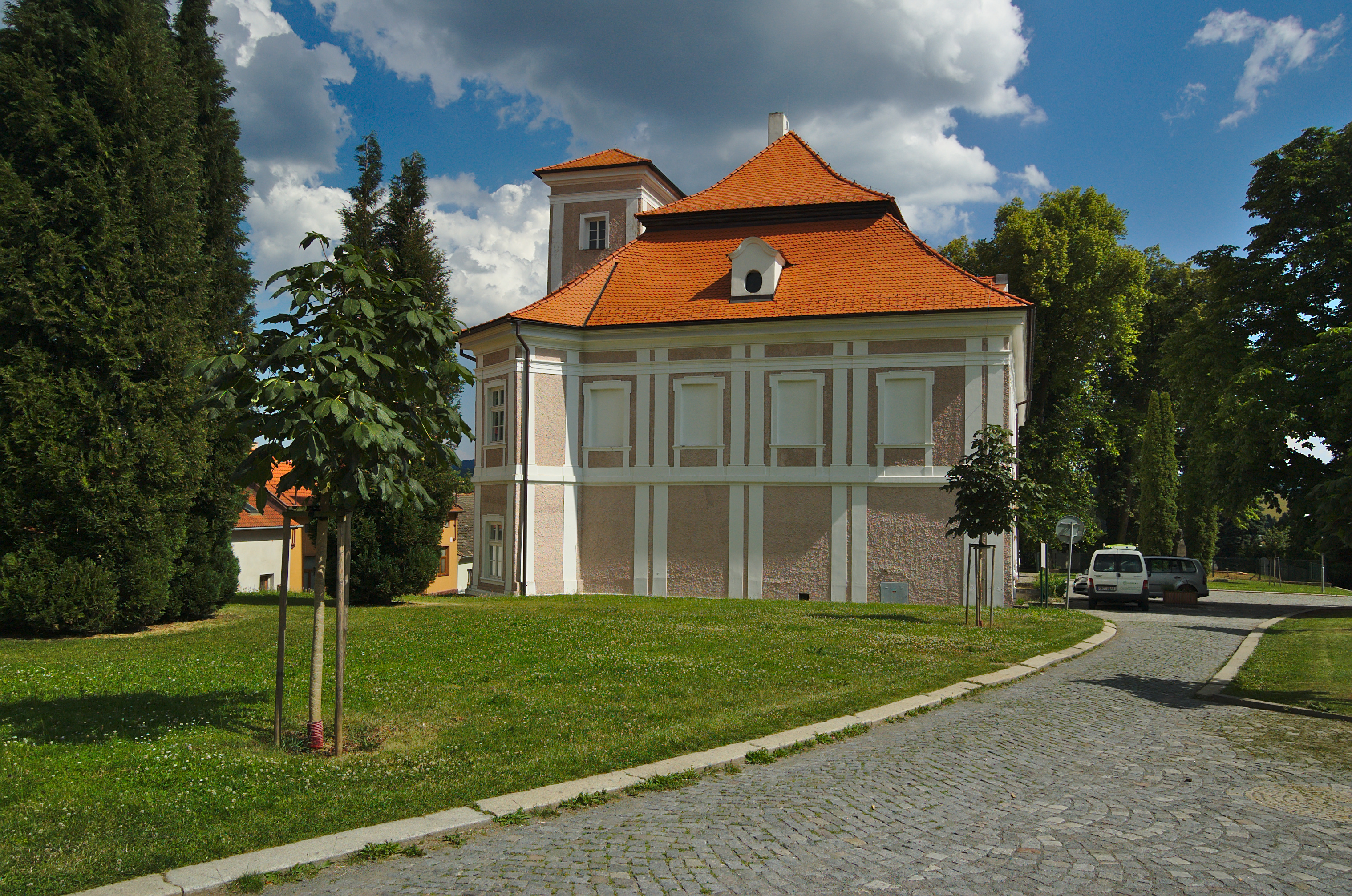
Zámek Jevíčko
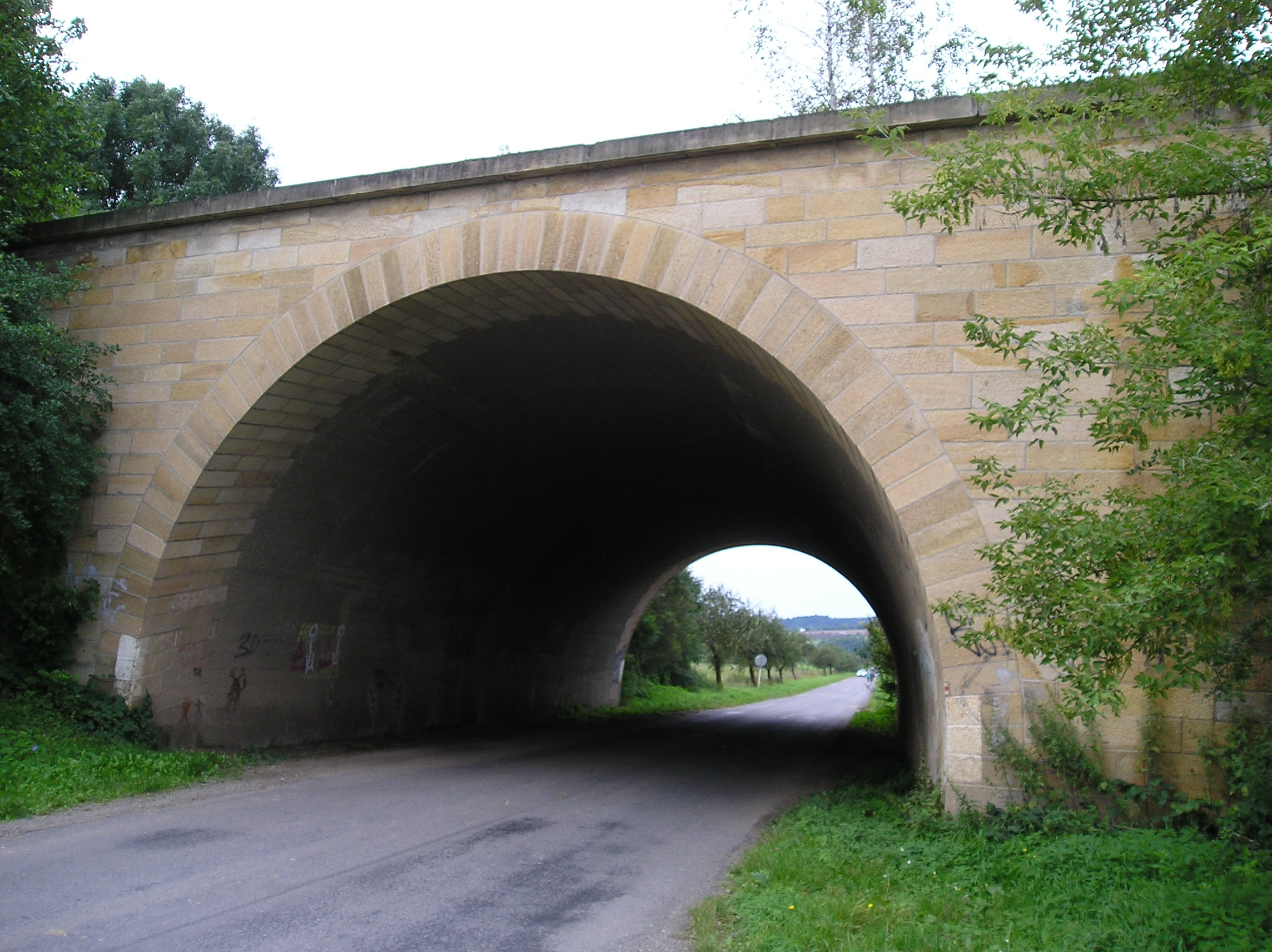
Silnice na Smolno, podjezd pod Hitlerovou dálnicí
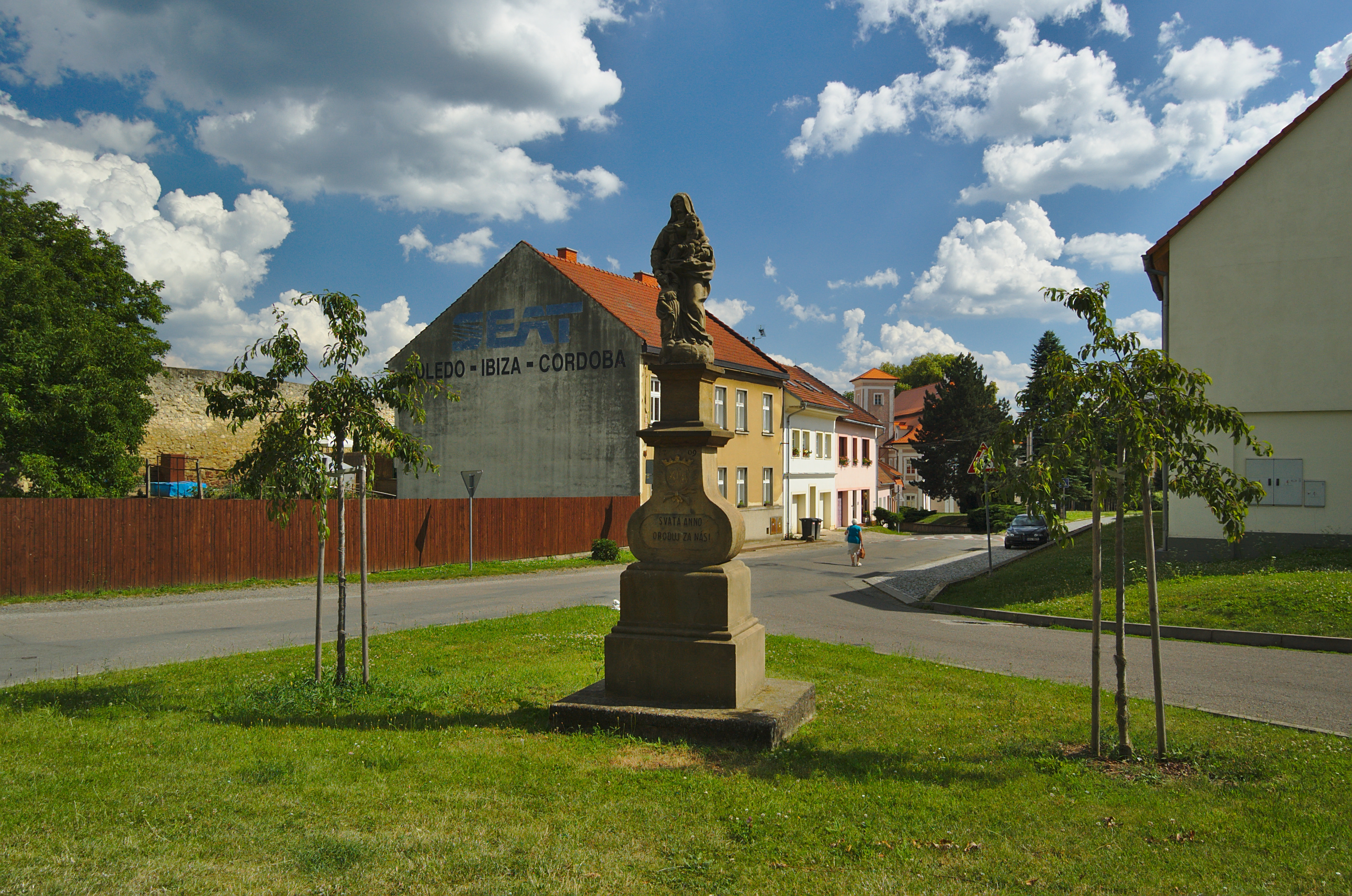
Socha svaté Anny
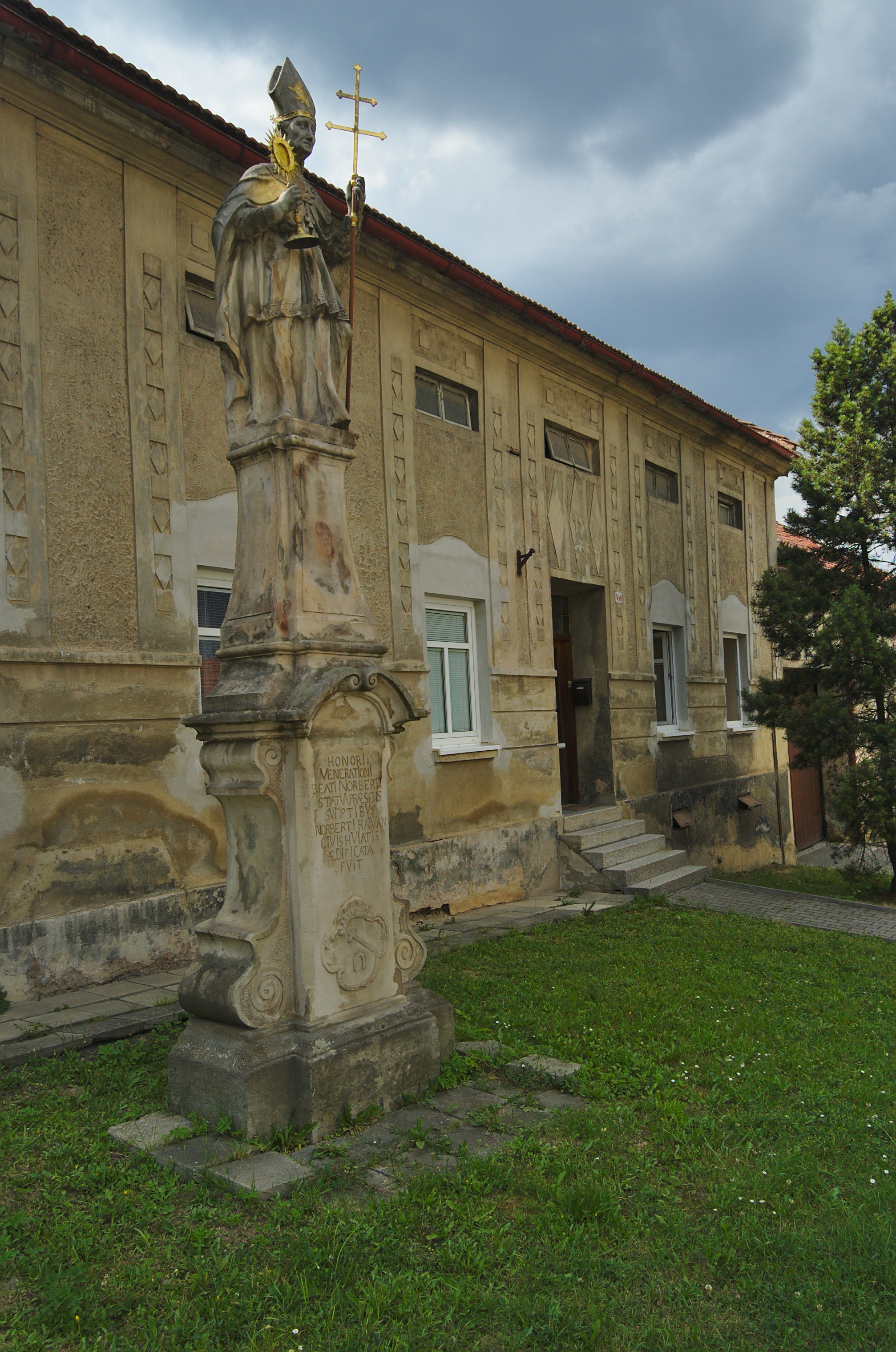
Socha svatého Norberta
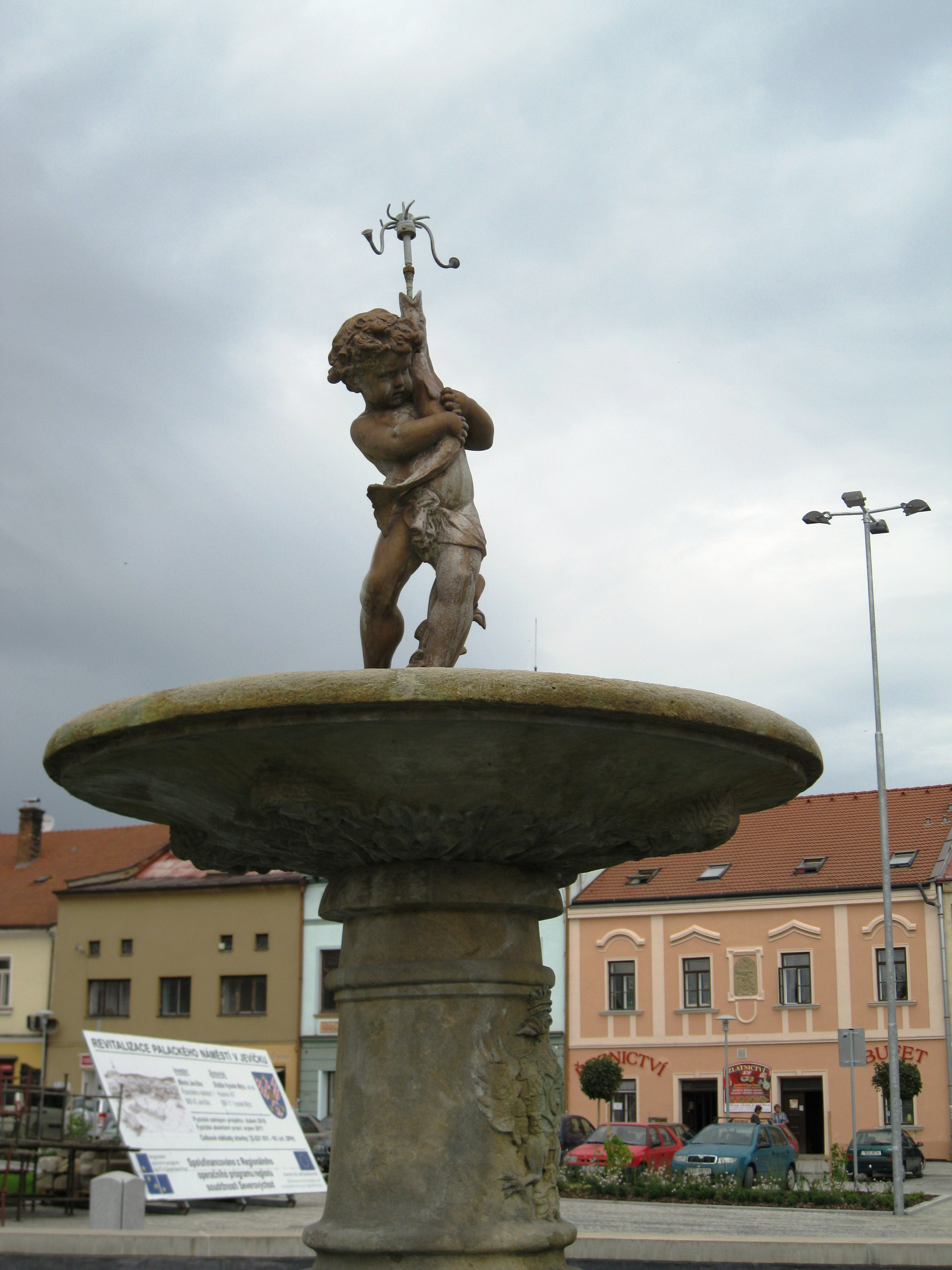
Kašna na náměstí
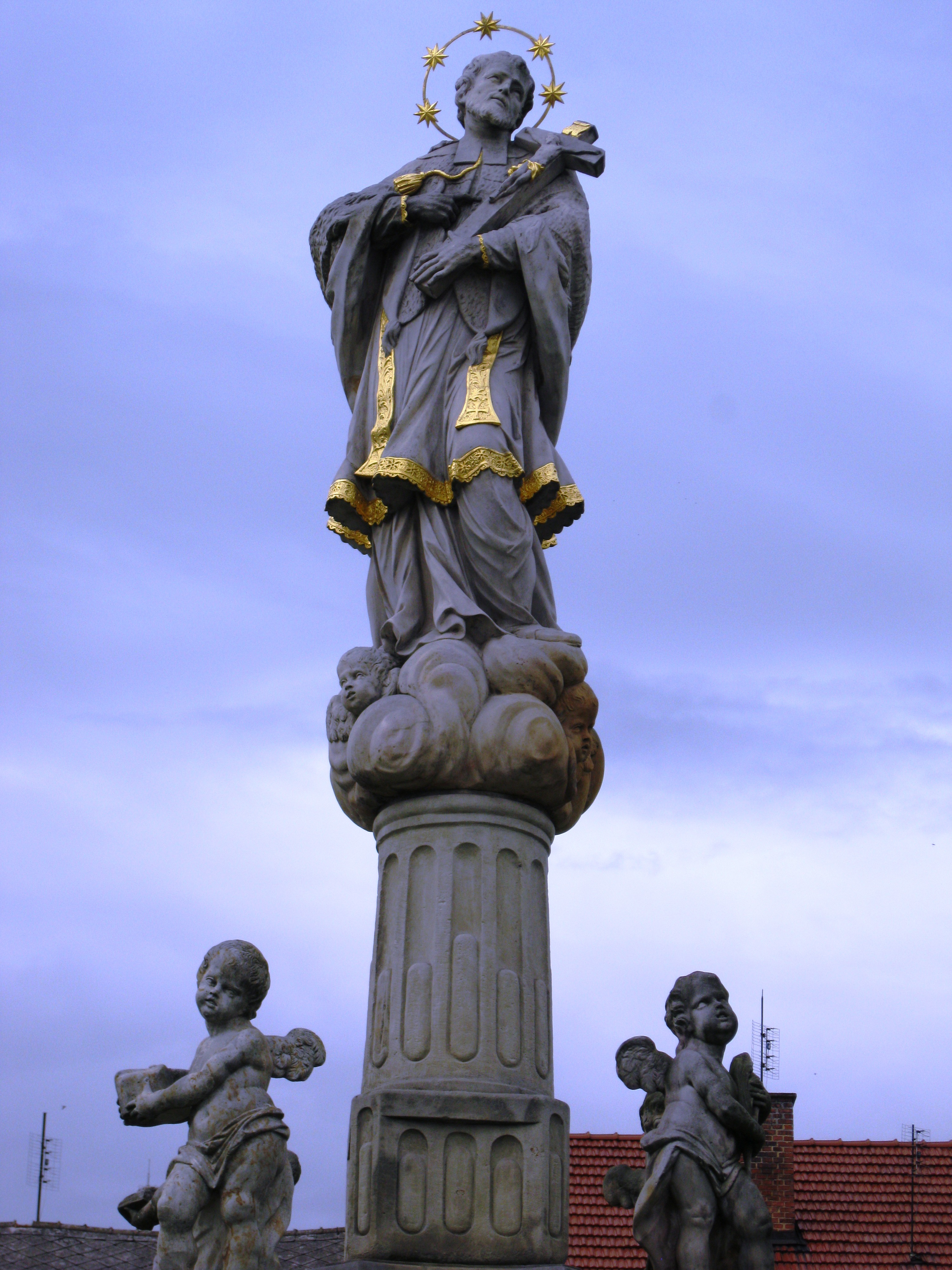
Sloup se sousoším – morový sloup
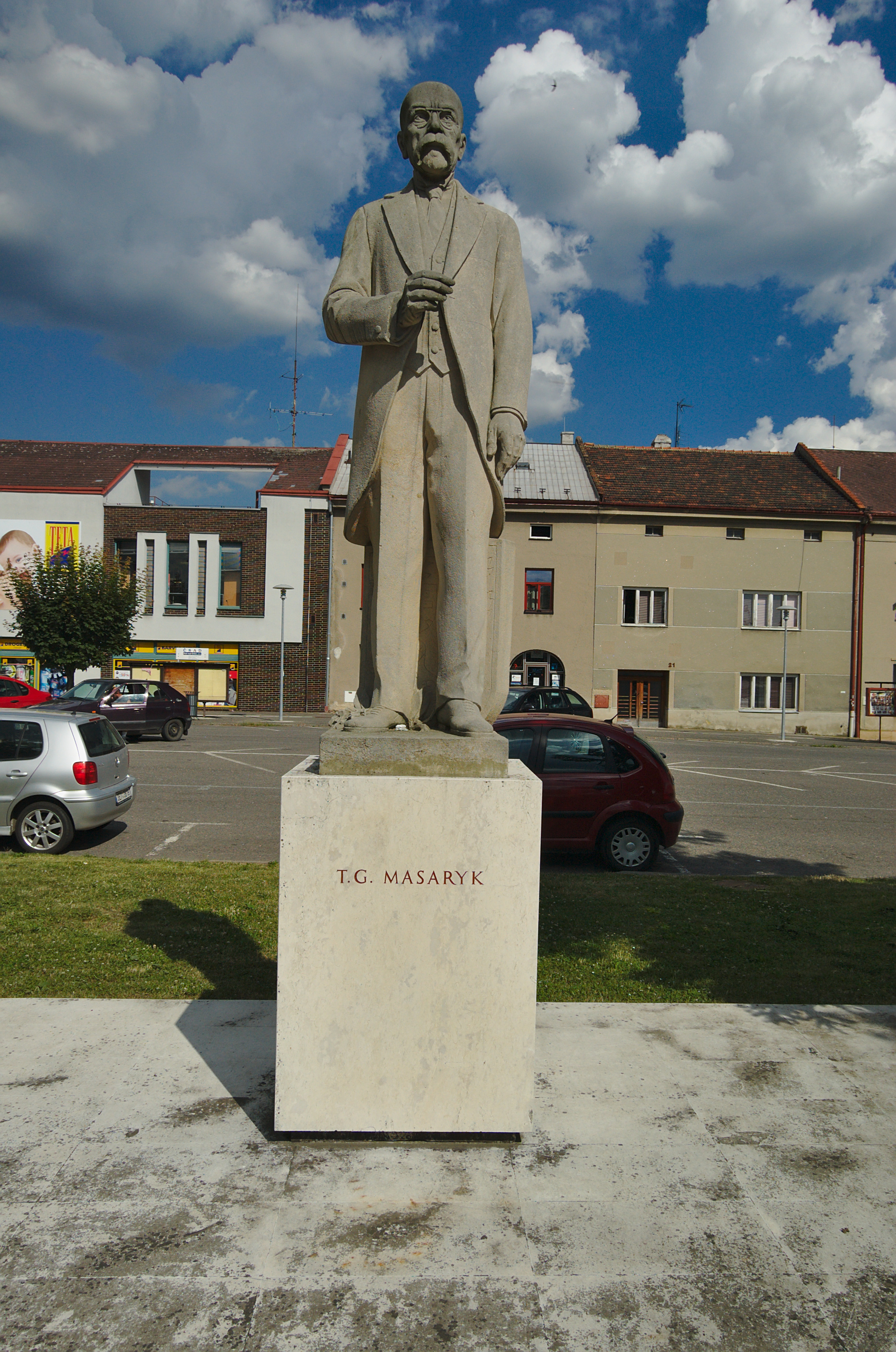
Socha T.G.Masaryka
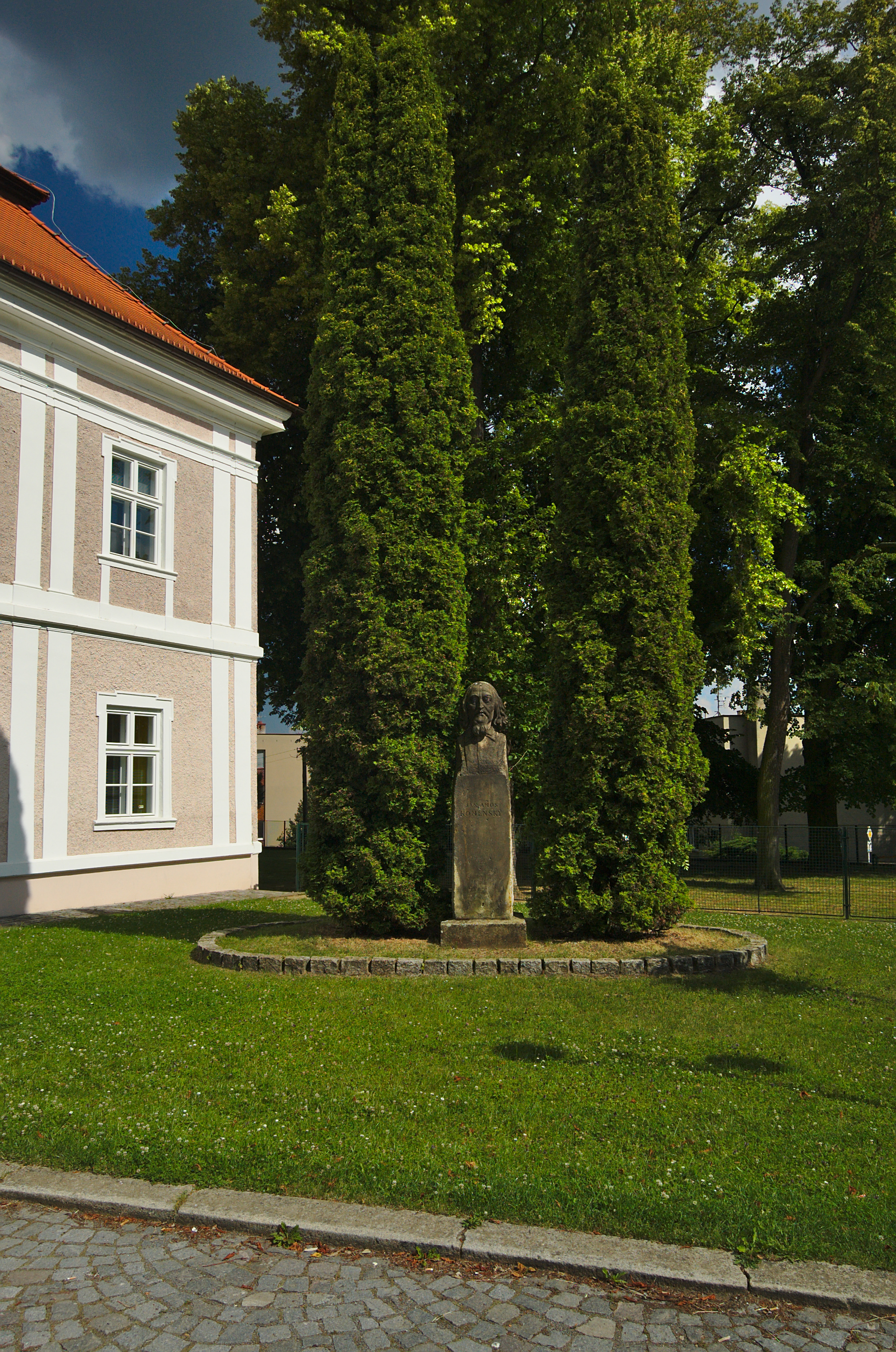
Socha J.A.Komenského u zámečku